# Billy Currie

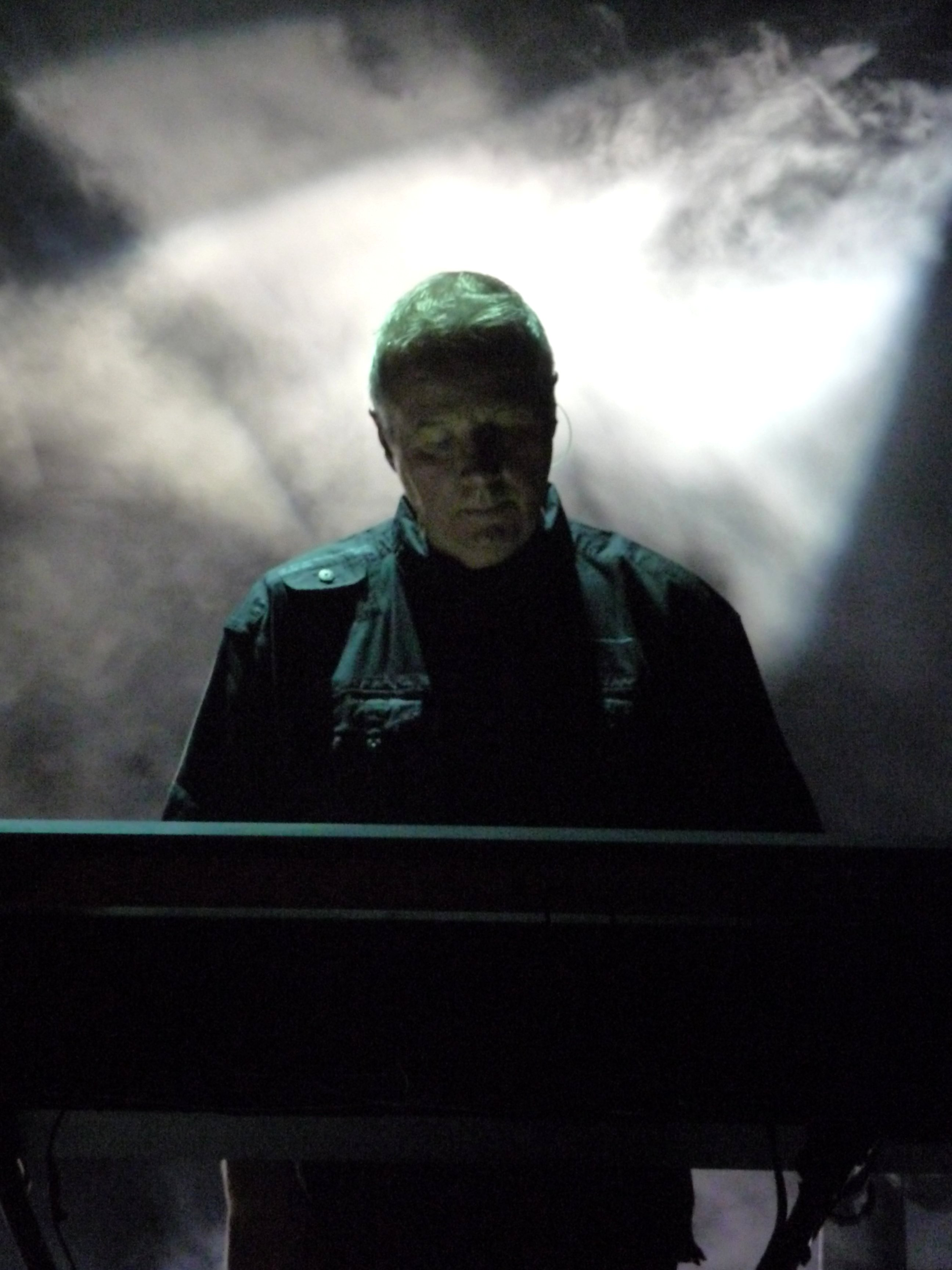
Currie bei der Return to Eden-Tour von Ultravox im Duisburger Theater am Marientor, 7. August 2009

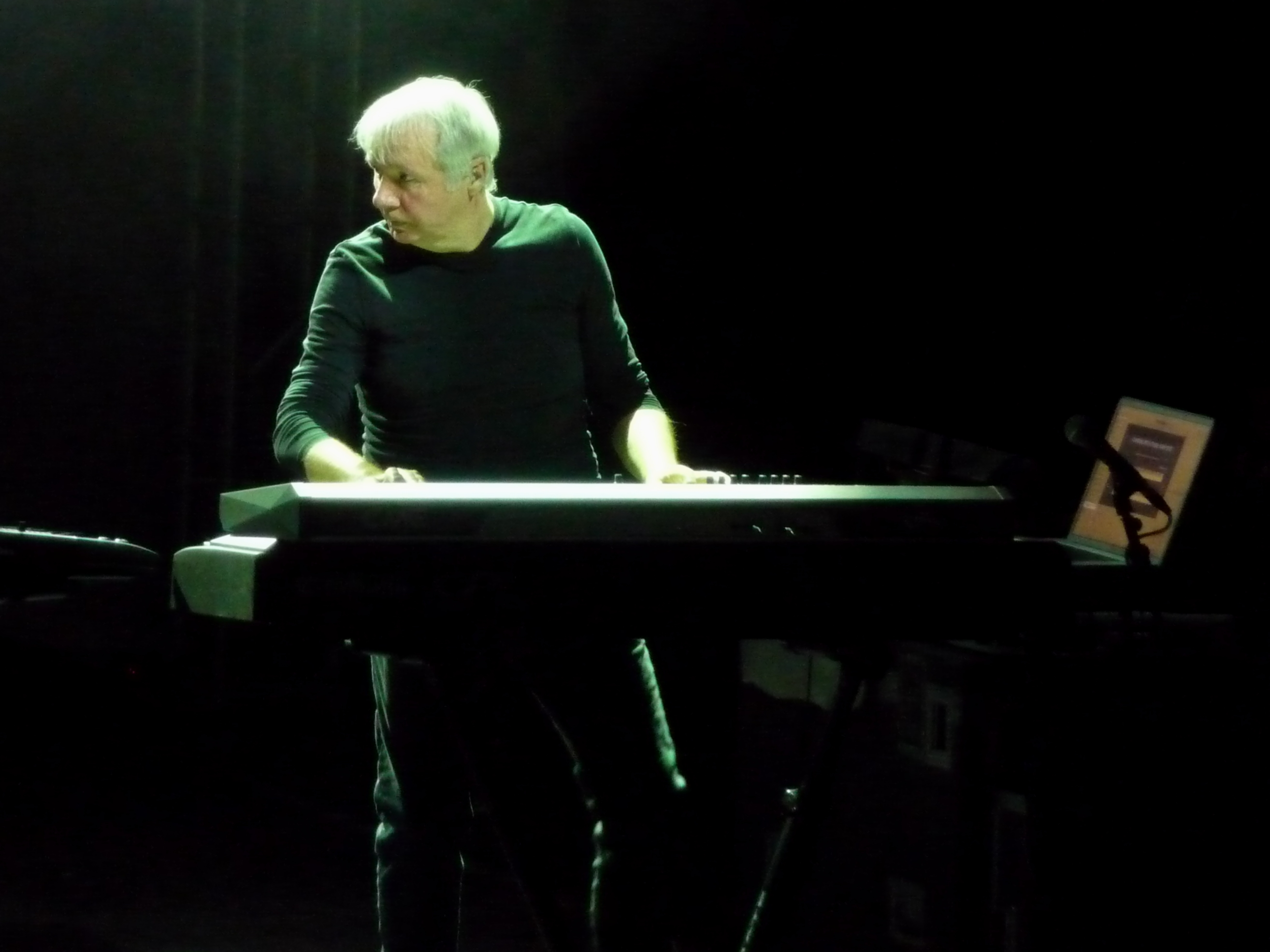
Currie bei der Brilliant-Tour von Ultravox in der Berliner C-Halle, 25. Oktober 2012

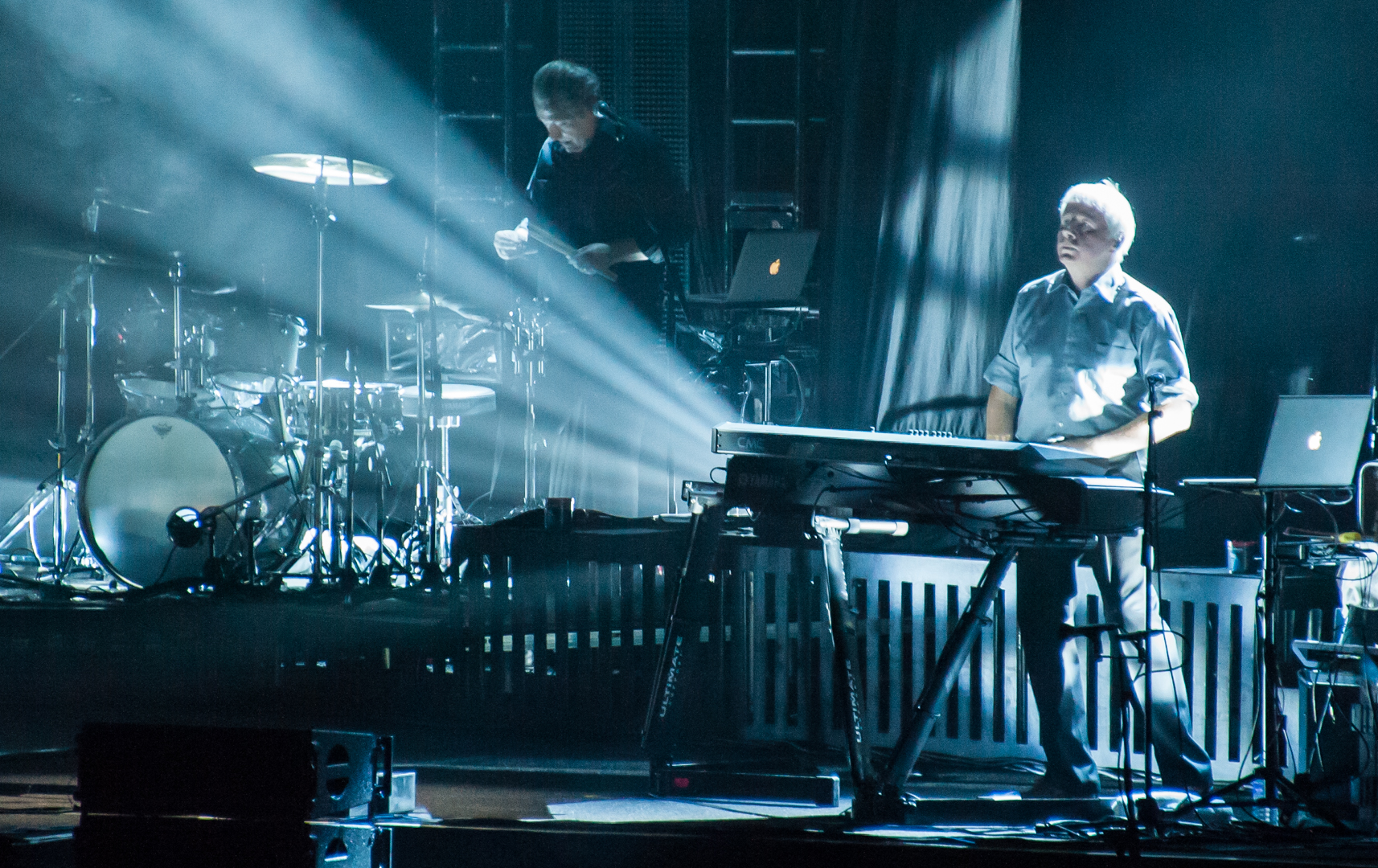
Currie mit Ultravox im Londoner The O₂, 30. November 2013

Billy Currie (* 1. April 1950 in Huddersfield, England als William Lee Currie) ist ein britischer Musiker und Songwriter.
Bekannt wurde Currie als Keyboarder der New-Wave-Band Ultravox, die ihre größten kommerziellen Erfolge in den 1980er-Jahren hatte.

## Karriere
Currie entwickelte seine Begeisterung für Musik bereits in jungen Jahren, nachdem ihm ein Verwandter eine Gitarre schenkte. Er nahm Musikunterricht, erlernte das Spiel der Geige und sang in einem Chor. Ende der 1960er-Jahre besuchte er eine Musikschule und wirkte in mehreren Orchestern mit. Sein Interesse galt zunächst weiteren klassischen Instrumenten wie Flöte, Violoncello und Fagott.
1974 schloss sich Currie der Glam-Rock-Band Tiger Lily an – ein unter diesem Namen kurzlebiges Projekt, an dem aber mit Sänger John Foxx (noch unter seinem bürgerlichen Namen Dennis Leigh), Bassist Chris Cross und Schlagzeuger Warren Cann drei Gründungsmitglieder von Ultravox beteiligt waren. Von 1977 bis 1979 veröffentlichte die Gruppe drei für die damalige Zeit als experimentell einzustufende Alben. 1979 wurde John Foxx von Midge Ure als Sänger, Songwriter und Gitarrist ersetzt. Zur selben Zeit arbeitete Ure bereits mit Currie in der Band Visage zusammen, die vor allem mit dem Hit Fade to Grey internationale Bekanntheit erlangte. In den darauffolgenden Jahren produzierte Ultravox fünf erfolgreiche Studioalben und erreichte mit der gleichnamigen Singleauskopplung des Debütalbums Vienna Platz zwei in den britischen Charts. 1988 löste sich die Band auf und wurde von Currie Anfang der 1990er-Jahre mit anderen Musikern kurzzeitig neu ins Leben gerufen. 2009 und 2010 fanden zwei Reunion-Tourneen durch Großbritannien und andere europäische Länder in Originalbesetzung statt. Ende Mai 2012 wurde das Studioalbum Brilliant veröffentlicht.
Neben seiner Mitarbeit bei Visage hatte Currie mehrere Gastauftritte bei anderen Künstlern, beispielsweise Phil Lynotts Solodebüt Solo in Soho, Gary Numans The Pleasure Principle und Steve Howes Turbulence. 1988 brachte Currie das erste Soloalbum Transportation heraus. Unter seinem eigenen Label folgten ab 2001 weitere Alben.
Anfang der 1980er-Jahre spielte Currie neben anderen analogen Synthesizern einen ARP Odyssey. Typisches Stilelement bei vielen Arrangements waren Portamentos und der effektvolle Einsatz des Oszillators. Häufig fügte er den Kompositionen auch Soli mit der Violine oder Bratsche hinzu.
Currie lebt in London, ist verheiratet und hat eine Tochter sowie einen Sohn.

## Diskografie (Alben)

### Ultravox
- 1977: Ultravox!
- 1977: Ha!-Ha!-Ha!
- 1978: Systems of Romance
- 1980: Vienna
- 1981: Rage in Eden
- 1982: Quartet
- 1983: Monument – The Soundtrack
- 1984: Lament
- 1986: U-Vox
- 1991: BBC Radio 1 Live in Concert 1981
- 1993: Revelation
- 1994: Ingenuity
- 1995: Future Picture
- 2010: Return to Eden – Live at the Roundhouse
- 2012: Brilliant

### Gary Numan
- 1979: The Pleasure Principle (Gastauftritt)
- 1981: Living Ornaments '79

### Visage
- 1980: Visage
- 1982: The Anvil
- 1984: Beat Boy (Gastauftritt)

### Humania
- 1989: Sinews of the Soul (2006 veröffentlicht)

### Solo
- 1988: Transportation
- 1990: Stand Up and Walk
- 2001: Unearthed
- 2001: Keys and the Fiddle
- 2002: Push
- 2003: Pieces of the Puzzle
- 2004: Still Movement
- 2007: Accidental Poetry of the Structure
- 2009: Refine
- 2013: Balletic Transcend
- 2016: Doppel
- 2020: The Brushwork Oblast